# Табрезі Давлатмір
Табрезі Давлатмір (тадж. Табрези Давлатмир, нар. 6 червня 1998) — таджицький футболіст, захисник клубу «Істіклол».
Виступав, зокрема, за клуб «Істіклол», а також національну збірну Таджикистану.

## Клубна кар'єра
У дорослому футболі дебютував 2016 року виступами за команду «Баркчи», в якій того року взяв участь у -1 матчі чемпіонату. 
Своєю грою за цю команду привернув увагу представників тренерського штабу клубу «Істіклол», до складу якого приєднався 2016 року. Відіграв за команду з Душанбе наступні чотири сезони своєї ігрової кар'єри.
Протягом 2021 року захищав кольори клубу «Нарва-Транс».
До складу клубу «Істіклол» приєднався 2022 року. 

## Виступи за збірну
У 2016 році дебютував в офіційних матчах у складі національної збірної Таджикистану.
У складі збірної був учасником кубка Азії з футболу 2023 року у Катарі.
| Дата      | Місто | Господарі   | Результат | Гості  | Турнір            | Голи | Примітки |
| --------- | ----- | ----------- | --------- | ------ | ----------------- | ---- | -------- |
| 15-6-2021 | Осака | Таджикистан | 4 – 0     | М'янма | Відбір до ЧС 2022 | -    |          |
| Усього    |       | Матчів      | 1         |        | Голів             | 0    |          |

## Титули
Істіклол
 Чемпіон Таджикистану (8): 2016, 2017, 2018, 2019, 2020, 2022, 2023, 2024
 Переможець Кубка Таджикистану (4): 2016, 2018, 2019, 2023
 Переможець Суперкубка Таджикистану (4): 2018, 2020, 2024, 2025